# Racomitrium subrupestre
Racomitrium subrupestre är en bladmossa som beskrevs av Heikki Roivainen 1955. Racomitrium subrupestre ingår i släktet raggmossor, och familjen Grimmiaceae. Inga underarter finns listade i Catalogue of Life.